# 3D-окуляри
Окуляри 3D (англ. 3D stereoscopic glasses) — окуляри для перегляду стереоскопічних фільмів. Ефект об'єму досягається завдяки створенню для різних очей зображень, знятих із різних точок зору.
Виділити предмети в обсязі дозволяє бінокулярний зір, для якого потрібно дивитися двома очима. Кожне око окремо бачить плоске (двовимірне) цифрове зображення. Через те, що ока два і вони розташовані на деякій відстані один від одного (58—72 мм у дорослих людей), в мозок надходять зображення одного і того ж предмета з двох точок погляду, так званий паралакс. Внаслідок їх обробки формується об'ємна картинка. Принцип бінокулярного зору покладено в основу 3D фільмів і 3D-фотографій. Кіно- або фотокамера з двома об'єктивами, розташованими на відстані один від одного, так само як і очі людини, дає два зображення, що утворюють стереопару. Якщо будь-яким чином подавати їх на різні очі, мозок формує тривимірне зображення. Існують різні способи перегляду і, відповідно, різні типи стереопар.

## Формати перегляду
- Цілісні стереопари поділяються на горизонтальні, вертикальні, роздільні.
  - Горизонтальна стереопара (SideBySide) — кадри розміщуються горизонтально один щодо одного. Ділиться на паралельну та перехресну. Підвидом горизонтальної стереопари є анаморфна стереопара, за якої чіткість кадру зменшена вдвічі (кадр стиснутий) по горизонталі.
  - Паралельна — ліве зображення призначене для лівого ока, а праве для правого.
  - Перехресна — ліве зображення призначене для правого ока, а праве зображення для лівого.
  - Вертикальна стереопара (OverUnder) — два зображення розташовані одне над одним. Підвид — анаморфна стереопара, у якої кадр стиснутий по вертикалі.

- Роздільна стереопара — використовується для відтворення відеофайлів. Два відеоряди розділені на окремі потоки, а саме на Separatefiles і Dualstream.
  - Separatefiles — відеопотоки записані в окремі файли.
  - Dualstream — відеопотоки об'єднані загальним контейнером. Одним з підвидів є Blu-Ray 3D/SIFF[ru].
  - Blu-Ray 3D — для стиснення відеоінформації використовується спеціальний кодек MVC, спочатку призначений для стиснення стереопар. Точність синхронізації ракурсів забезпечується не плеєром, а самим форматом стискування.
  - Надрядковий (Interlaced) — черезрядкове змішування обох ракурсів в одному кадрі. У парні рядки розгортки записується зображення одного ракурсу (наприклад лівого), а непарні — іншого (наприклад правого). При цьому вертикальна роздільна здатність у кожного ракурсу зменшується вдвічі.
  - Шаховий — змішування обох ракурсів у шаховому розташуванні[1].
  - Анагліф (Anaglyph) — колірне кодування зображення, призначене для лівого та правого ока за допомогою світлофільтрів.

## Методи перегляду

### Активні 3D-окуляри (з активним затвором)

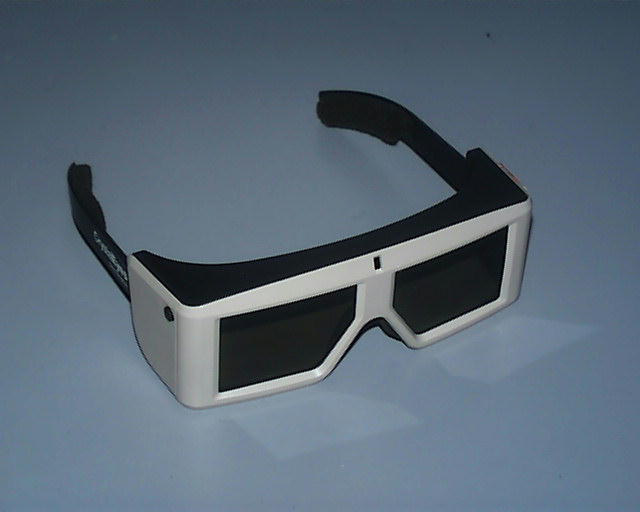
Окуляри з активним затвором

Передають зображення на кожне око по черзі. 3D-окуляри з активним затвором використовують як лінзи рідкі кристали, які здатні під впливом керуючого сигналу з високою швидкістю поперемінно закривати й відкривати ліве і праве око. Це дозволяє отримати 3D-ефект шляхом передачі окремого зображення на кожне око. Активні 3D-окуляри синхронізуються з телевізором або монітором, що реалізується зазвичай через інфрачервоний порт, рідше — підмішування сигналу з відеопотоком (стандарт HQFS DVD).
Використовуються для перегляду фотографій, фільмів та комп'ютерних ігор разом із допоміжним обладнанням для перегляду на 3D-телевізорах і 3D-моніторах для всіх форматів перегляду, крім анагліфного. Також застосовується для перегляду 3D-фільмів у кінотеатрах з технологією XpanD.

### Пасивні 3D-окуляри
Передають зображення на кожне око одночасно.

#### Поляризаційні 3D-окуляри
Ліве та праве скло пропускає зображення лише зі своєю поляризацією. Поділяються на підвиди, що використовують лінійну та кругову поляризацію.
- 3D-окуляри з лінійною поляризацією Використовуються для перегляду фотографій та фільмів разом із допоміжним обладнанням для перегляду на 3D-телевізорах та 3D-моніторах для всіх форматів перегляду, крім анагліфного. Також застосовуються для перегляду фільмів у кінотеатрах із технологією IMAX 3D.

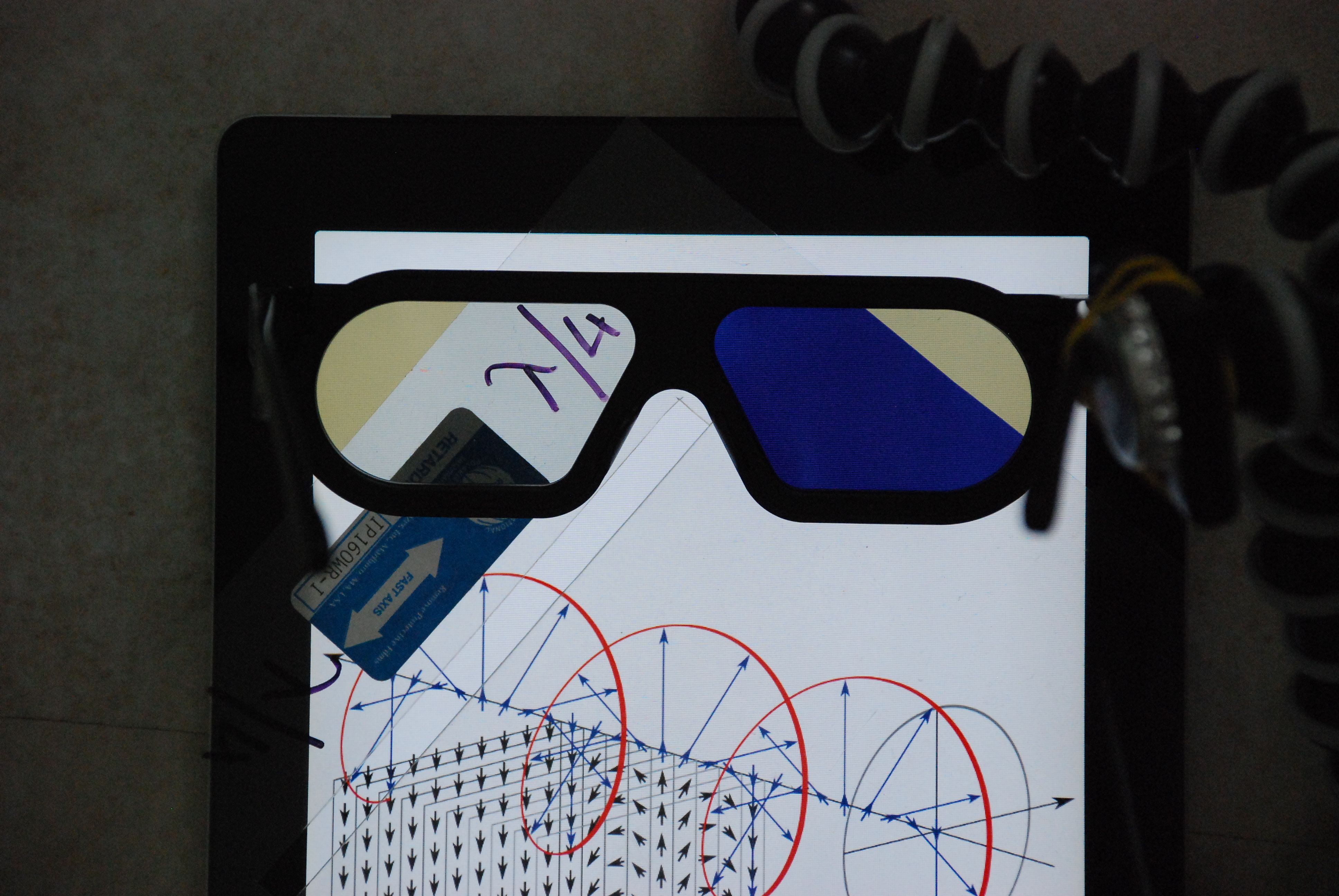
Окуляри з круговою поляризацією. Якщо через них подивитися на РК-дисплей планшета, поверх якого лежить чвертьхвильова платівка, один із фільтрів пропустить зображення, а інший заблокує

- 3D-окуляри з круговою поляризацією Використовуються для перегляду фотографій та фільмів разом із допоміжним обладнанням для перегляду на 3D-телевізорах та 3D-моніторах для всіх форматів перегляду, крім анагліфного. Також застосовуються для перегляду фільмів у кінотеатрах з технологією RealD 3D.

#### Анагліфні окуляри

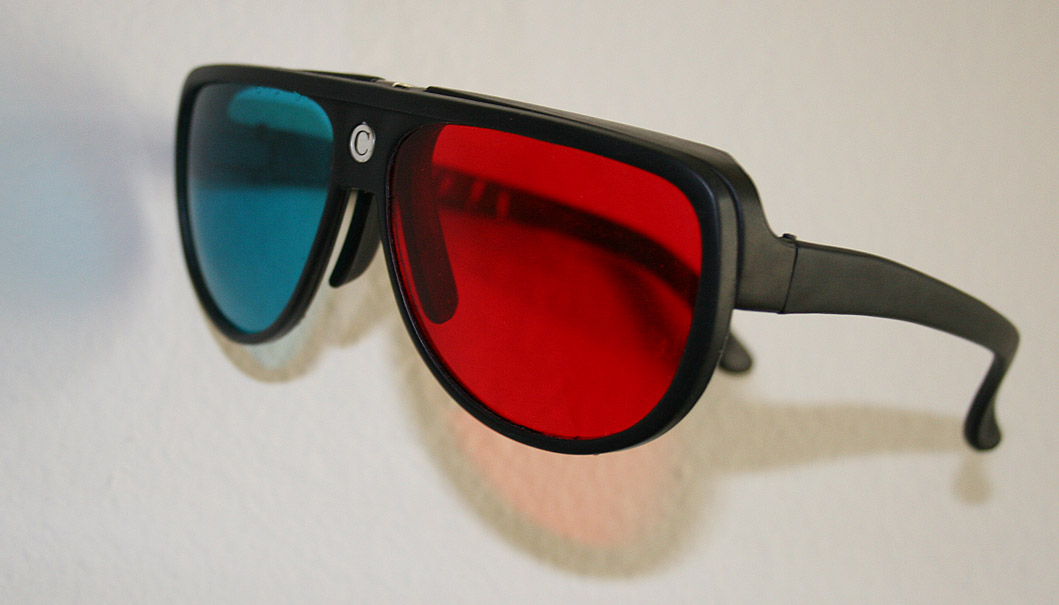
Двоколірні анагліфні окуляри: червоний та синій фільтри

Метод використовує поділ зображення на два кольори, наприклад, червоний і синій і накладає їх поряд з невеликим зміщенням. При цьому глядач, використовуючи анагліфічні 3D-окуляри з фільтрами з лінз того ж синього та червоного кольорів, отримує для кожного ока своє зображення. Завдяки цьому з'являється стереоефект. Використовуються лише для перегляду фотографій та фільмів у анагліфічному форматі.

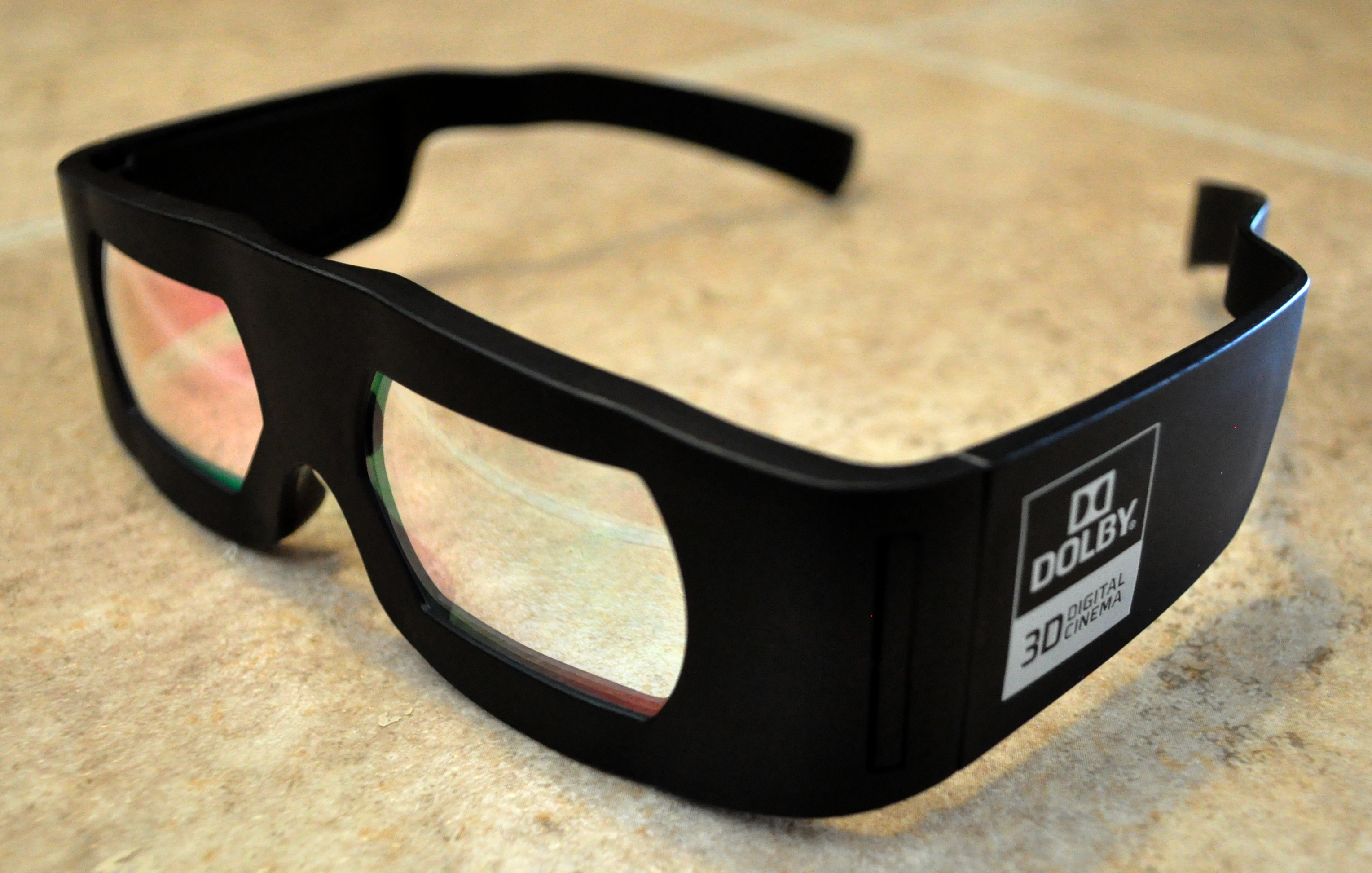
Суперанагліфні окуляри Dolby 3D, що використовують комбінацію з трьох фільтрів для кожної лінзи. Помітна невелика різниця у кольоропередачі лінз

Сучасний підвид анагліфних окулярів використовує кілька інтерференційних фільтрів (іноді називають «super-anaglyph»), меншою мірою спотворюючи кольори, ніж при використанні одноколірних фільтрів. Такі окуляри використовуються для перегляду в кінотеатрах за технологією Dolby 3D Digital Cinema.

#### Дзеркальні 3D-окуляри
Для отримання 3D-зображення використовується технологія дзеркального зведення ракурсів, що здійснюється за допомогою нахилу дзеркала окулярів. Дві пари дзеркал (для лівого та правого ока) дозволяють звести докупи два зображення, розташовані на екрані одного (будь-якої моделі та технології) монітора. Використовуються лише для перегляду фотографій та фільмів у форматі горизонтальної паралельної стереопари.

## Критика
Перегляд 3D-фільмів як у кінотеатрі, так і з екрана 3D-телевізора в 3D-окулярах ускладнений для людей, які мають дефекти зору і змушених носити окуляри з діоптріями, оскільки 3D-окуляри не завжди можна надіти на або під діоптричні, при цьому в будь-якому випадку створюється додаткове навантаження на зір через відблиски, що виникають між лінзами, і на перенесення через велику вагу конструкції з двох пар окулярів.
Зазначалося, що 3D-окуляри відвертають увагу від перегляду фільму, заважаючи глядачеві. Ось що казав про це відомий режисер:
Мені завжди подобалося 3D. Але, на жаль, я бачив дуже мало фільмів, які його реально потребують. Здебільшого після перегляду запам'ятовуєш чортові окуляри на носі, а не те, що вони дають. Тому я часто ігнорую тривимірні версії і віддаю перевагу звичайним.— Бесіда Олега Сулькіна з Квентіном Тарантіно